# 2009 au Manitoba
Chronologie du Manitoba
- 2005
- 2006
- 2007
- 2008
- 2009
- 2010
- 2011
- 2012
- 2013

Cette page concerne des événements d'actualité qui se sont produits durant l'année 2009 au Manitoba, une province canadienne.

## Politique

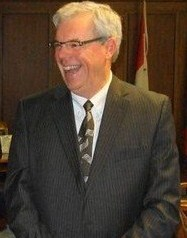
Greg Selinger

- Premier ministre : Gary Doer puis Greg Selinger
- Chef de l'Opposition :
- Lieutenant-gouverneur : John Harvard puis Philip Lee
- Législature :

## Décès
- 4 juillet : Leo Mol, de son nom complet Leonid Molodozhanyn (né le 15 janvier 1915 en Pologne, près de Chepetivka (actuelle Ukraine) était un artiste et sculpteur ukrainien et canadien (Ordre du Manitoba).